# Satchellius
Genre
Satchellius est un genre de vers de terre de la famille des Lumbricidae. Deux espèces sont présentes en Europe, S. mammalis et S. gatesi.

## Liste des espèces
Selon World Register of Marine Species (24 décembre 2022) :
- Satchellius alvaradoi (Moreno, Jesus & Diaz Cosin, 1982)
- Satchellius madeirensis (Michaelsen, 1891)
- Satchellius mammalis (Savigny in Cuvier, 1826)
- Satchellius gatesi Qiu & Bouché, 2000

## Publication originale
- (en) G. E. Gates, 1975, « Contributions to a revision of the earthworm family Lumbricidae XII. Enterion mammale Savigny, 1826 and its position in the family », Megadrilogica, vol. 2, n. 1, p. 1-5.